# Coupe des nations de rink hockey 1976
Navigation
Coupe des nations 1975 Coupe des nations 1978
La Coupe des nations de rink hockey 1976 est la 46e édition de la compétition. La coupe se déroule durant le mois de mars 1976 à Montreux.

## Déroulement
La compétition se compose d'un championnat à 6 équipes. Chaque équipe jouant une rencontre contre les cinq autres.

## Résultats
|   | Équipes     | Pts | J | V | E | D | BM | BE | DB  |
| - | ----------- | --- | - | - | - | - | -- | -- | --- |
| 1 | Espagne     | 10  | 5 | 5 | 0 | 0 | 33 | 7  | 26  |
| 2 | Portugal    | 8   | 5 | 4 | 0 | 1 | 21 | 6  | 15  |
| 3 | Allemagne   | 6   | 5 | 3 | 0 | 2 | 20 | 15 | 5   |
| 4 | Italie      | 4   | 5 | 2 | 0 | 3 | 16 | 21 | -5  |
| 5 | Montreux HC | 1   | 5 | 0 | 1 | 4 | 11 | 31 | -20 |
| 6 | Pays-Bas    | 1   | 5 | 0 | 1 | 4 | 11 | 32 | -21 |

|             |      | Italie | Espagne | Portugal | Pays-Bas | Allemagne |
| ----------- | ---- | ------ | ------- | -------- | -------- | --------- |
| Montreux HC |      |        |         |          |          |           |
| Italie      | 4-2  |        |         |          |          |           |
| Espagne     | 12-2 | 4-1    |         |          |          |           |
| Portugal    | 6-0  | 4-1    | 1-2     |          |          |           |
| Pays-Bas    | 4-4  | 1-4    | 1-12    | 0-4      |          |           |
| Allemagne   | 5-3  | 6-2    | 2-3     | 3-6      | 4-1      |           |

## Classement final
| Classement | Équipe      |
| ---------- | ----------- |
|            | Espagne     |
|            | Portugal    |
|            | Allemagne   |
| 4          | Italie      |
| 5          | Montreux HC |
| 6          | Pays-Bas    |

| Vainqueur du tournoi de Montreux 1976 |
| ------------------------------------- |
| Espagne 9°                            |